# Boris Genrichovič Dolin
Boris Genrichovič Dolin (Sumy, 2 agosto 1903 – Mosca, 23 novembre 1976) è stato un regista sovietico.

## Filmografia parziale

### Regista
- Slepaja ptica (1963)
- Udivitel'naja istorija, pochožaja na skazku (1966)
- Il re della montagna ed altri (1969)